# Alexander Nikolajewitsch Iwanow (Ringer)
Alexander Nikolajewitsch Iwanow (* 10. Januar 1951 im Rajon Suntar, Jakutische ASSR, Sowjetunion) ist ein ehemaliger sowjetischer Ringer und Silbermedaillengewinner bei den Olympischen Spielen 1976 in Montreal im freien Stil im Fliegengewicht.

## Werdegang
Alexander Iwanow, ein Russe aus Jakutien, begann 1963 mit dem Ringen. Im kasachischen Alma-Ata führten ihn die Trainer Dimitri Korkin und Fjodor Matuschak in die Weltelite im freien Stil. Wegen der ungewöhnlich starken Konkurrenz, die damals unter den Ringern in der ehemaligen Sowjetunion herrschte, dauerte es bis 1976, ehe Iwanow zu seinem ersten Einsatz bei einer internationalen Meisterschaft kam. Dies waren die Olympischen Spiele in Montreal. Alexander konnte dort auf Anhieb überzeugen. Er gewann sechs Kämpfe und unterlag nur im Finale dem damals als unschlagbar geltenden mehrfachen japanischen Weltmeister Yūji Takada. Für seine guten Leistungen wurde er mit der Silbermedaille belohnt.
Auch bei der Europameisterschaft 1977 in Bursa konnte Iwanow überzeugen. Er gewann hier vier Kämpfe, unterlag aber wieder im Finale, diesmal dem Deutschen Hartmut Reich aus Jena. Bei der Weltmeisterschaft des gleichen Jahres in Lausanne unterlag Iwanow in seinem zweiten Kampf wieder gegen Yūji Takada und in seinem dritten Kampf auch dem Bulgaren Nermedin Selimow, den er kurz vorher bei einem Turnier in Tiflis noch besiegt hatte. Er musste deshalb mit dem 10. Platz vorlieb nehmen.
In der Sowjetunion begann 1978 dann die große Zeit der Gebrüder Beloglasow (Anatoli und Sergej). Alexander Iwanow wurde deshalb bei keinen internationalen Meisterschaften mehr eingesetzt.

## Internationale Erfolge
(OS = Olympische Spiele, WM = Weltmeisterschaft, EM = Europameisterschaft, F = freier Stil, Fl = Fliegengewicht, damals bis 52 kg Körpergewicht)
- 1976, Silbermedaille, OS in Montreal, F, Fl, mit Siegen über Eloy Abreu, Kuba, James Haines, USA, Constantin Mandila, Rumänien, Ki Bong Sun, Nordkorea, Jeon Hae-Sup, Südkorea und Władysław Stecyk, Polen und einer Niederlage gegen Yūji Takada, Japan;
- 1977, 1. Platz, Turnier in Tiflis, F, Fl, vor Nermedin Selimow, Bulgarien und Khulam, Iran;
- 1977, 2. Platz, EM in Bursa, F, Fl, mit Siegen über Henryk Gál, Polen, Ignat Dumitru, Rumänien, Kamil Özdag, Türkei und Władysław Stecyk und einer Niederlage gegen Hartmut Reich, DDR;
- 1977, 10, Platz, WM in Lausanne, F, Fl, mit einem Sieg über Sanja Batsuk, Mongolei und Niederlagen gegen Yuji Takada und Nermedin Selimow;
- 1978, 3. Platz, World Cup in Toledo/USA, F, Fl, hinter James Haines und Isamitsu Kariba, Japan und vor Juan Rodriguez, Kuba